# Masayoshi Nishikawa
Masayoshi Nishikawa (ur. 15 czerwca 1984 r. w Aichi) – japoński wioślarz.

## Osiągnięcia
- Mistrzostwa Świata – Gifu 2005 – czwórka podwójna – 13. miejsce[1].
- Mistrzostwa Świata – Poznań 2009 – ósemka wagi lekkiej – 4. miejsce[1].